# Хадис аль-киса

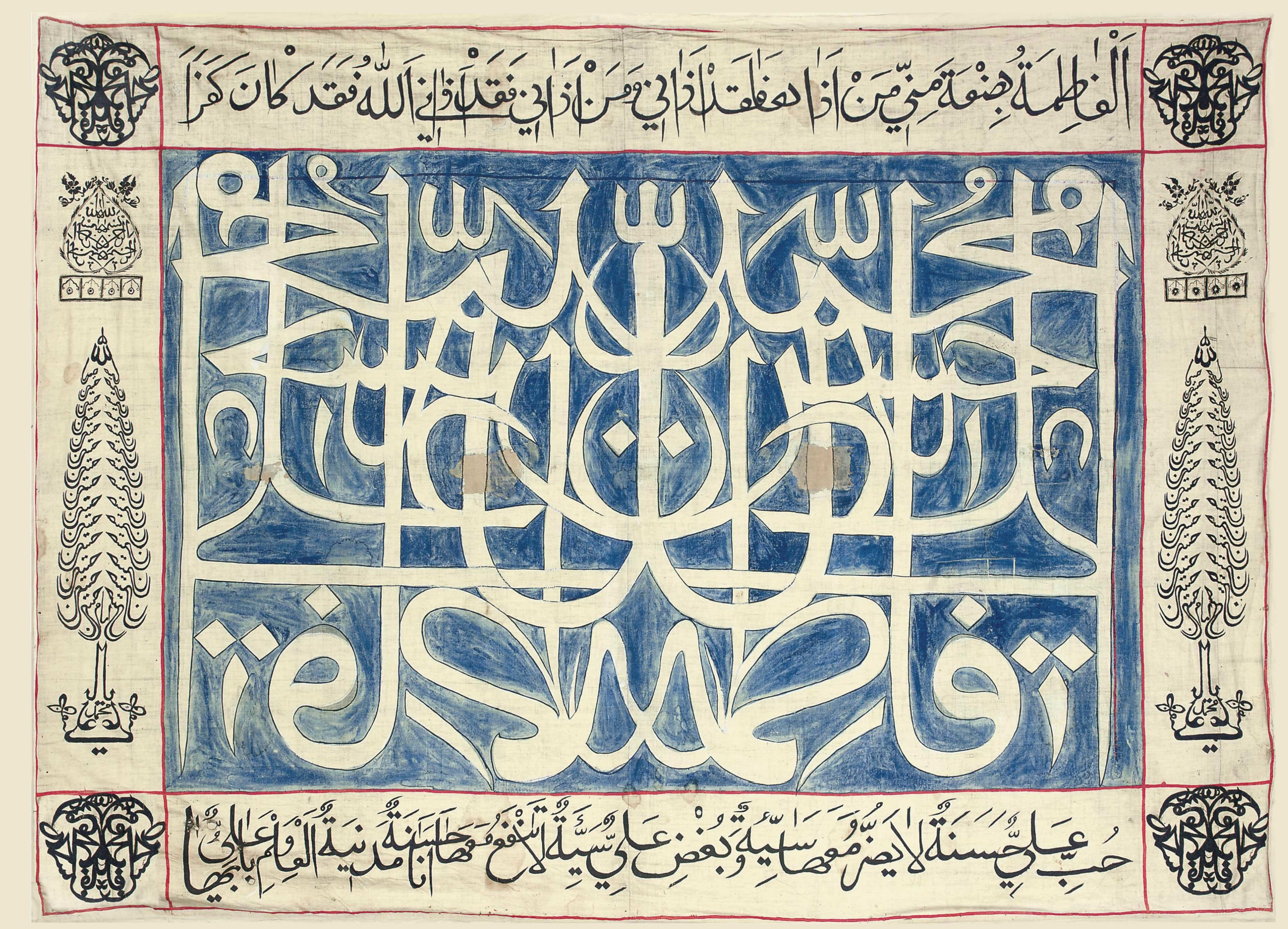

Хадис аль-киса (араб. أصحاب الكساء‎) — один из хадисов, играющих основополагающую роль в обосновании вероучения шиитского ислама. Этот хадис содержит в себе комментарий к аяту Татхир и приводится не только в шиитских книгах, но и во многих суннитских сборниках. А именно, хадис содержит в себе комментарий относительно того, кто имеется в виду под «очищенными всецело» в аяте Татхир, и указывает, что под таковыми подразумеваются Ахл аль-Бейт.

## Текст хадиса
Данный хадис приводится от нескольких жён пророка Мухаммада — от Сафии, от Умм Саламы и от ‘Аиши.
Согласно хадису аль-киса, чувствуя, что к нему снисходит Откровение, пророк Мухаммад повелел позвать к нему Ахл аль-Бейт. И когда пришли Али ибн Абу Талиб, Фатима, Хасан и Хусейн, пророк Мухаммад накрыл их своей собственной чёрной накидкой (аль-киса) и, обращаясь к Аллаху, сказал: «О, Аллах! Они — моё семейство! Благослови Мухаммада и род Мухаммада!», после чего был ниспослана следующая часть тридцать третьего аята суры «Аль-Ахзаб»:
Аллах желает только охранить вас от скверны, о члены дома [Пророка], очистить вас всецело» (33:33).
Самая полная версия данного хадиса приводится у ас-Суйуты в тафсире «Дурр аль-мансур», этот известный экзегет возводит хадис к Умм Саламе, со слов которой передаётся следующее:
Аят Татхир был ниспослан в моём доме. В доме было семеро: Джибрил, Микаил, Посланник Аллаха, Фатима, Али, Хасан, Хусейн. Я спросила: “О, Посланник Аллаха, разве я не из Ахл аль-Бейт?” Посланник Аллаха сказал: “Ты будь на своем месте, и ты одна из жён Пророка”.
В другой версии хадиса пророк Мухаммад ответил:
Ты в добре, но они – моё семейство.

## Значение понятия «киса»
Слово «Киса» с арабского переводится как «платье», «одежда». Оно является однокоренным с термином «кисва» — так называют священное покрывало, надеваемое на Каабу.
Вполне вероятно, что покрытие своим одеянием Ахл аль-Бейт имеет ярко выраженное метафорическое значение: пророчество словно служит «одеждой» и «покровом» для имамата и вилаята, в шиитском вероучении составляющего внутреннюю эзотерическую сущность ислама, покрытую экзотерической оболочкой законодательного пророчества (нубувват ат-ташри).

## Сборники, содержащие в себе хадис аль-киса
Хадис аль-киса в незначительных вариациях и от разных передатчиков приводится как в шиитских, так и в суннитских сводах хадисов.

### Шиитские сборники
- Мухаммад аль-Кулайни. Китаб аль-Кафи, том 1, стр. 149, хадис 1;
- Мухаммад аль-Кулайни. Аль-Кафи, том 1, стр. 152, хадис 3;
- Мухаммад аль-Кулайни. Аль-Кафи, том 8, стр. 1971, хадис 66;
- Ибн Бабавайх ас-Садук. Китаб аль-хисал, том 2, стр. 439—440;
- Там же, том 2, стр. 612;
- Там же, стр. 637;
- Ибн Бабавайх ас-Садук. Илал аш-шараи, том 1, стр. 190—192, хадис 151;
- Там же, стр. 205, хадис 2;
- Шейх ат-Таифа ат-Туси. Амаил[7].

### Суннитские сборники
- Ат-Тирмизи, Сахих;
- Аль-Хаким, Аль-Мустадрак, том 2, стр. 416 (два хадиса от Ибн Аби Саламы), том 3, стр. 146—148, стр. 158, 172;
- Ахмад ибн Ханбал, Муснад, стр. 323, 292, 298, том 1, стр. 330—331, том 3, стр. 252, том 4, стр. 107 (от Абу Саида аль-Худри); Фада’ил ас-сахаба, том 2, стр. 578, хадис № 978;
- Ан-Нисаи, Аль-Хасаис, стр. 4, 8;
- Аль-Байхаки, Ас-Сунан (от Аиши и Умм Саламы);
- Аль-Бухари, Тафсир аль-кабир, том 1, часть 2, стр. 69;
- Фахр ар-Рази, Тафсир аль-кабир, том 2, стр. 700 (от Аиши)
- Ас-Суйуты, Тафсир ад-дурр аль-мансур, том 5, стр. 198, 605 (от Аиши и Умм Саламы)
- Ибн Джарир ат-Табари, Тафсир, том 22, стр. 5-8 (от Аиши и Абу Саида аль-Худри), стр. 6, 8 (от Ибн Аби Саламы);
- Аль-Куртуби, Тафсир, в комментарии к аяту 33 суры 33 хадис от Умм Саламы;
- Ибн Касир, Тафсир, том 3, стр. 485, полная версия (от Аиши и Умара ибн Аби Саламы);
- Ибн аль-Асир, Усд аль-габа, том 2, стр. 12, том 2, стр. 79 (от Ибн Аби Саламы);
- Ибн Хаджар аль-Хайтами, Саваик аль-мухрика, глава 11, часть 1, стр. 221 (от Умм Саламы);
- Аль-Хатиб Багдади, Тарих («История»), том 10 (от Ибн Аби Саламы);
- Аз-Замахшари, Тафсир аль-Кашшаф, том 1, стр. 193 (от Аиши);
- Ат-Тахави, Мушкил аль-Асар, том 1, стр. 332—336;
- Мухибб ат-Табари, Дахаир аль-укба, стр. 21-26 (от Абу Саида аль-Худри);
- Аль-Хайтами, Мажма аз-заваид, том 9, стр. 166 .